# Real Casina di Ballo

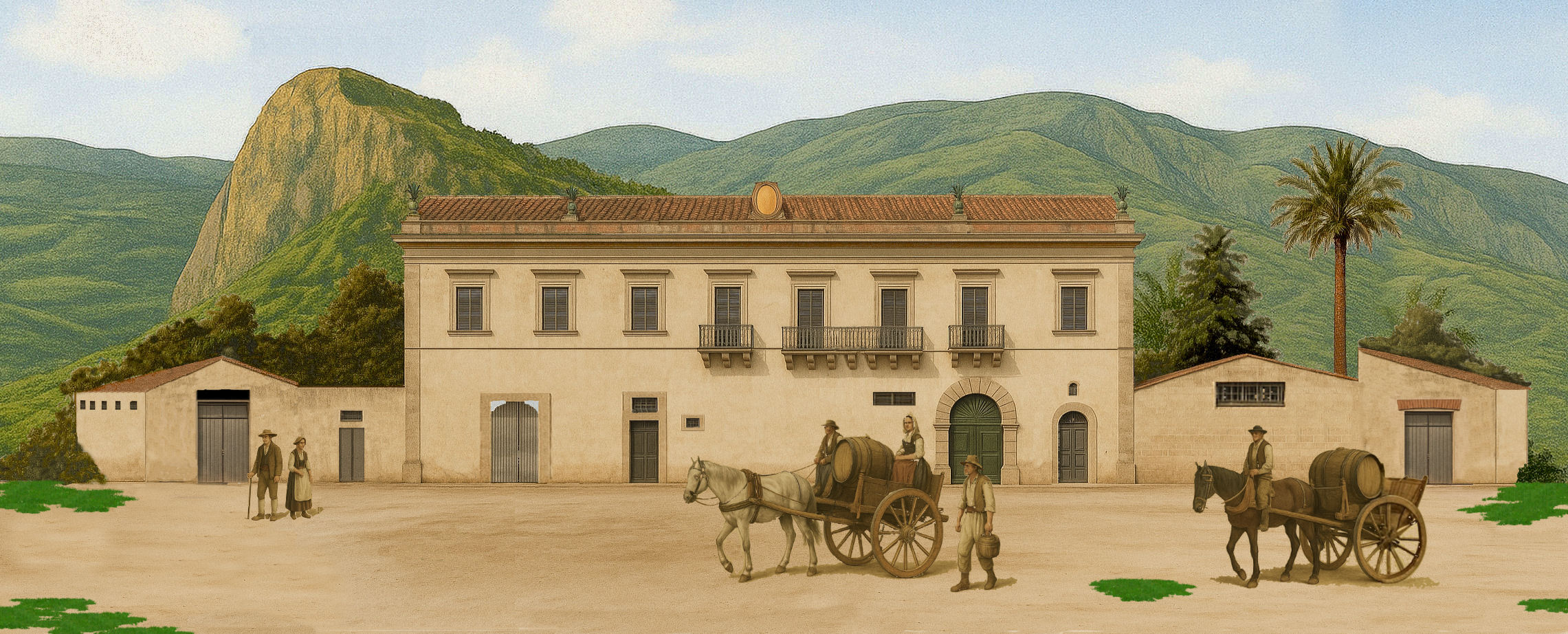
Prospetto principale su Via Ragali

La Real Casina di Ballo fu una residenza borbonica di Ferdinando III a Partinico. Si trovava a sud del paese lungo la strada di Ragali, oggi via Principe Umberto. Il re l'acquistò dal marchese della Gran Montagna Francesco Paolo del Castillo il 7 aprile del 1800, con atto redatto dal notaio Marco Antonio Maurici di Palermo.

## Storia
Il luogo dove fu realizzata la casina di Ballo era appartenuto agli inizi del XVI secolo alla famiglia Sanches-Roys, poi passato a Giacomo Grignano, nativo di Marsala. Questi, intorno al 1554-55, intraprendeva la costruzione di una torre successivamente acquisita (1590) da Giovanni De Ballis. La famiglia De Ballis si era arricchita notevolmente poiché aveva ricoperto incarichi importanti come mastri portulani del regno di Sicilia. Nella città di Alcamo, dove alloggiavano, avevano costruito una torre cittadina su due livelli arricchita da mensole e merlatura in pietra contornata. Ottenute inoltre in concessione le terre a Partinico del Grignano, trasformavano la torre esistente prendendo ad esempio quella urbana dove abitavano. Nel 1711 si hanno notizie che il luogo era in possesso della famiglia Ruffo di Messina, i cui eredi con sposalizi la cedettero alla nobile stirpe dei Villadicani principi di Mola (ME). Infine il 31 luglio 1762 la proprietà immobiliare è assegnata con l'imposizione di un censo al marchese della Gran Montagna Vincenzo del Castillo. Egli si trasferisce a Partinico insieme alla moglie Francesca Ferro e Sieripepoli Baronessa di San Giorgio, prendendo alloggio nella casina di Ballo e trasformandola in un palazzo signorile. Vincenzo del Castillo muore lasciando erede della tenuta il figlio Francesco Paolo del Castillo, che con atto di compromesso (alberano) del 23 dicembre 1799 si impegna a venderla per deferenza al sovrano Ferdinando III di Borbone.

Infatti Ferdinando, fuggito da Napoli insieme alla corte a causa dei moti rivoluzionari che portarono alla repubblica Partenopea e non avendo sedi idonee a rappresentarlo, si dedicò all'acquisto di palazzi e terre. Di ritorno da una battuta di caccia sul monte Inici presso Balata di Baida, si fermò alcuni giorni del Natale del 1799 nel paese della Sala di Partenico. Deliziato dal luogo decise di visitare alcune tenute accompagnato da alcuni dignitari e dal cavalier Felice Lioy, intendente generale della Commenda della Magione. Tra le varie proprietà visitate, raggiunse la tenuta agreste del marchese della Gran Montagna in contrada di Ballo, ove sorgeva una casina. Il re acquistò quindi per il figlio Leopoldo le circa otto salme di terra con annesso baglio, nominandolo nel contempo Commendatario della Magione ed assegnando il bene alla direzione amministrativa del Lioy. Da quel momento i cittadini di Partinico iniziarono a riferirsi al baglio col nome di real casina di Ballo o real casina di Partinico. Il sovrano dette incarico all'architetto camerale Carlo Chenchi di ristrutturare la casina, per poter ospitare la sua persona ed il suo seguito durante le battute di caccia. Il professionista fece tre progetti di massima i cui disegni sono consultabili presso l'archivio di Stato di Palermo, trasformando il complesso in una villa signorile degna di ospitare l'aristocratica corte siciliana. 

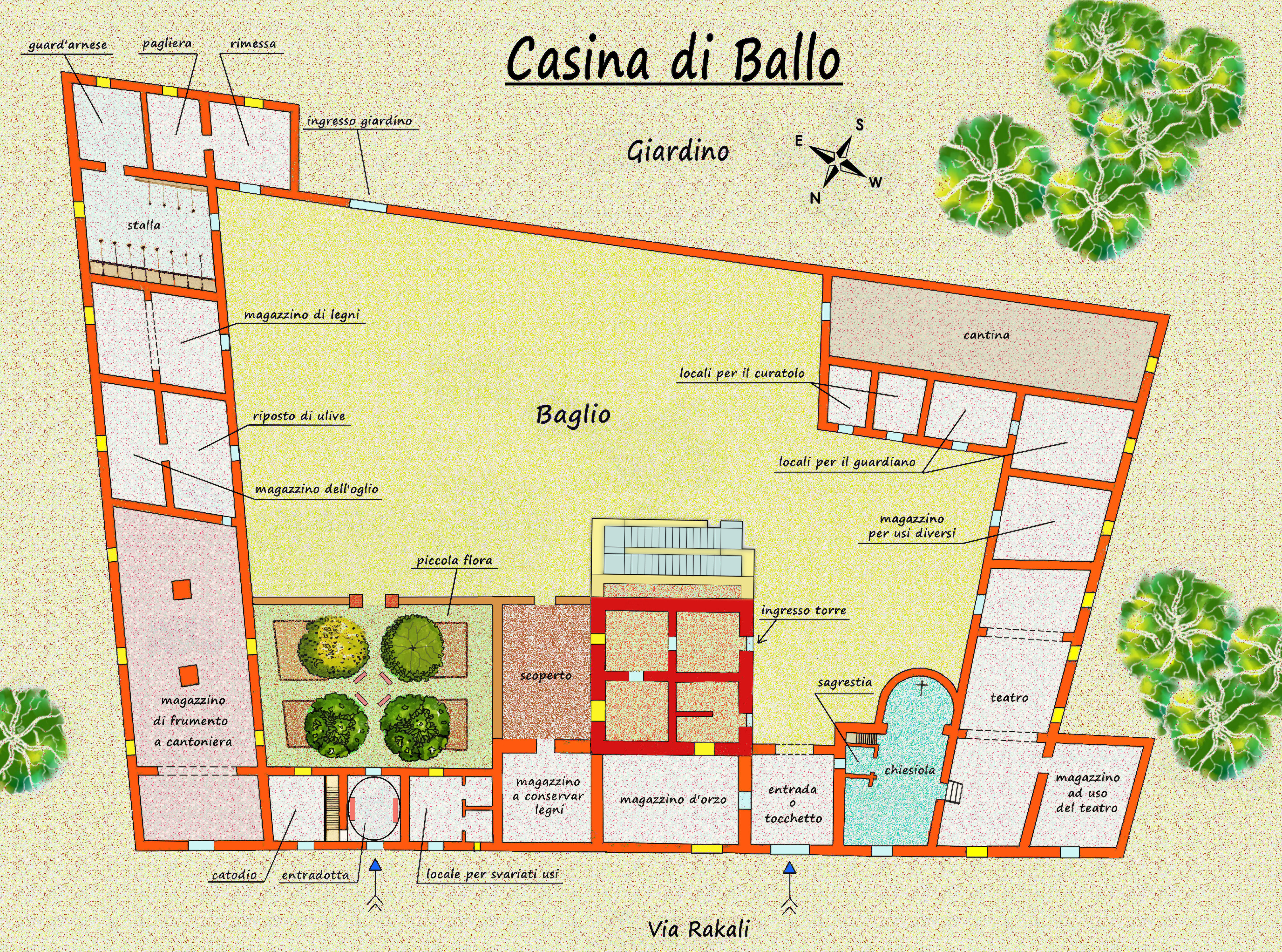
Planimetria della casina di Ballo

## Descrizione

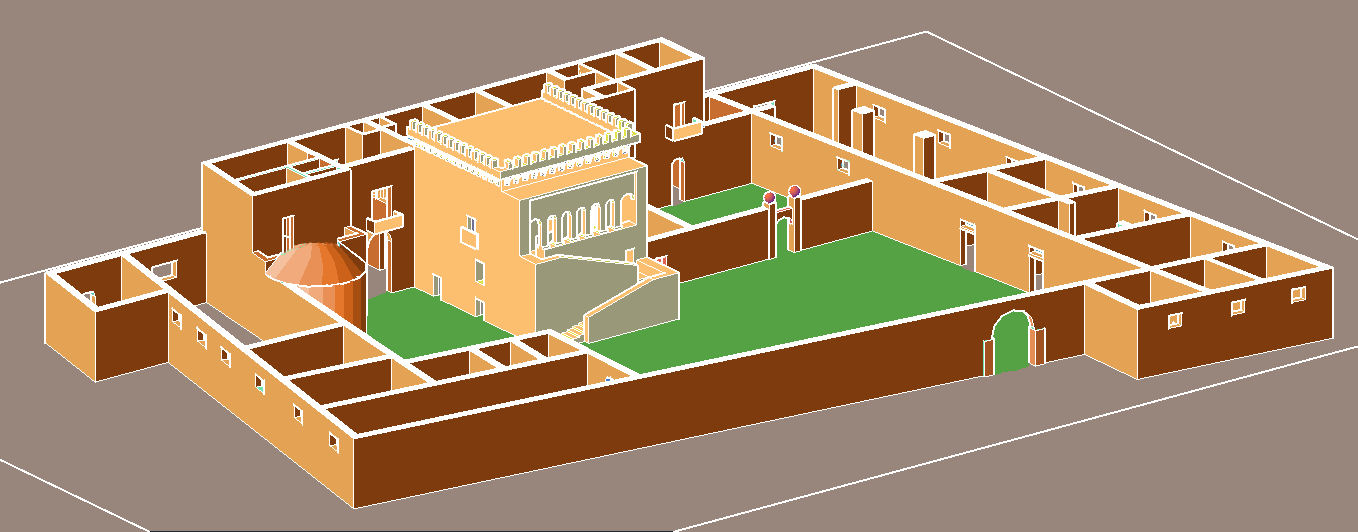
Prospettiva del complesso

L'impianto planimetrico del complesso rurale della casina di Ballo rientra nella tipologia di baglio a impianto quadrangolare (irregolare) con un'unica corte, delimitato da corpi bassi (su due lati) e con piano residenziale in elevazione sul fronte principale. Occupava una superficie di 3456 m² compresa la corte interna. L'area calpestabile del piano terra inclusi i 95 m² della torre era di 1757 m², mentre il piano primo si sviluppava per 432 m², destinato esclusivamente all'abitazione nobile con camere pavimentate con mattoni verdi o celeste, pitture sulla banconate e nei soffitti dei dammusi reali. 
Per lusso e grandezza, la casina di Ballo era una vera e propria villa suburbana, avente gli agi e le comodità delle abitazioni di città, con alle dipendenze parecchi fabbricati anche a destinazione rurale: magazzino d'orzo, magazzino di frumento a cantoniera, magazzino dell'oglio, riposto delle ulive, magazzino di legni, stalla, guard'arnese, pagliera, rimessa, cantina, locali per il curatolo, locali per il guardiano, ed inoltre un teatro, un cafeaus (all'interno della corte del baglio chiamata anche piccola flora), una chiesiuola con sagrestia dedicata a Santa Maria della Grazia, ed una imponente torre conosciuta come torre di Ballo.
Risultava la torre urbana più grande presente a Partinico, di forma quadrata aveva lati lunghi 11,85 m, ed uno spessore della murata di 90 cm. Si sviluppava su due livelli con quattro ambienti per piano ed aveva un'altezza complessiva di 13 m circa, coronata da mensoloni in pietra e merlatura. Sul lato sud-est, era stata accorpata una solenne scala in pietra a due rampe con scalini larghi 1,5 m, che portava ad un portico costituito da sei colonne quadrate con parapetto sormontato da vasoni in pietra, mentre dal lato opposto la torre si appoggiava alla casina.

## Declino
La casina di Ballo con terre e giardini fece parte della grande tenuta che il sovrano volle a Partinico ricordata col nome di Real Podere. Essa subì nel tempo l'irrimediabile avanzare dell'urbanizzazione del paese e fu quasi del tutto demolita, tranne per il magazzino di frumento a cantoniera ancora visibile tra le vie Barranca e Porcaro.